# Anatoli (Katze)
Die Anatoli ist eine relativ unbekannte, türkische, kurzhaarige Katzenrasse, die erst im August des Jahres 2000 anerkannt wurde.

## Beschreibung
Die Anatoli ist mittelgroß, kräftig und muskulös. Ihre Beine sind mittellang und sie besitzt runde Pfoten. Der Kopf ist mittellang und dreieckig, mit großen Ohren, geradem Profil und kräftigem Kinn. Im Vergleich zur Europäischen Kurzhaarkatze ist die Nase wesentlich kleiner. Die Augen sind mandelförmig und leicht schräg gestellt. Die Augenfarbe sollte sich nach der Fellfarbe richten und kann von grün über hellgelb bis dunkelbernsteinfarben reichen. Bei weißen Katzen kommen auch blaue sowie zweifarbige (gelb und blau oder grün und blau) Augen vor.
Bei der Anatoli sind alle Fellfarben außer Chocolate, Cinnamon, deren Aufhellungen und Pointmuster anerkannt.
Die Anatoli gilt, wenn man sich genug mit ihr beschäftigt, als liebenswürdig und anhänglich. Sie zählt außerdem zu einigen der wenigen Katzenrassen, die Wasser mögen.